# The Miracle Worker – Wunder geschehen
The Miracle Worker – Wunder geschehen (Alternativtitel: Kraft deiner Hände; Originaltitel: The Miracle Worker) ist ein US-amerikanisches Filmdrama aus dem Jahr 2000. Regie führte Nadia Tass, das Drehbuch schrieb Monte Merrick anhand eines Theaterstücks von William Gibson aus dem Jahr 1957, welches bereits im Jahr 1962 mit Patty Duke und Anne Bancroft unter dem Titel Licht im Dunkel (Originaltitel: The Miracle Worker) verfilmt wurde und basiert auf einer wahren Begebenheit.

## Handlung
Die minderjährige Helen Keller ist aufgrund einer Hirnhautentzündung seit ihrem zweiten Lebensjahr taubblind. Da sie sich nicht mehr verständigen kann, bekommt sie häufig Wutanfälle; die Eltern, Captain und Kate Keller, haben keinen Zugang zu ihrer Tochter. Sie haben daher ihre Hoffnung auf einen Ausweg aus der Isolation des Kindes fast ganz verloren. Als letzte Möglichkeit sehen sie die Unterstützung durch die Lehrerin Anne Sullivan, die mit Helen kommunizieren und sie so erziehen soll.
Anne hat anfangs starke Probleme, einen Zugang zu Helen zu finden. Sie sei, wie Anne sagt, verzogen und verwöhnt. Die Lehrerin ist der Meinung, dass sie in ihrer Arbeit mit Helen keine Fortschritte machen könne, weil sie durch die ständige Bemitleidung der Familie keine Grenzen und Regeln kenne und ihre Wutausbrüche ausnutze, um ihren Willen durchzusetzen. Kleine Erfolge würden dadurch immer wieder zunichtegemacht. Die Eltern sind davon verunsichert und wollen die Therapie abbrechen. Anne ist jedoch davon überzeugt, dass sie Helen helfen kann, wenn sie mit ihr völlig alleine leben könnte.
Die Lehrerin entdeckt ein kleines Häuschen ganz in der Nähe des Hauses. Sie will die Eltern überzeugen, sie dort mit Helen für einige Zeit wohnen zu lassen. Nach langem Überreden gelingt es ihr, die Erlaubnis der Eltern zu bekommen, für zwei Wochen allein mit dem Kind leben zu dürfen. Diese machen mit Helen eine zweistündige Kutschfahrt, damit sie denkt, sie sei weit von zu Hause entfernt. Für die nächsten 14 Tage lebt die Lehrerin mit dem Mädchen allein und unterrichtet sie erfolgreich.
Am letzten Tag kommt der Vater, um seine Tochter abzuholen. Anne will ihn allerdings davon überzeugen, Helen noch etwas länger behalten zu können, da sie ihr noch viel mehr beibringen könne und Helen dazu bringen möchte, dass sie die Bedeutung der Wörter versteht. Captain besteht jedoch darauf, sein Kind noch am selben Tag mitzunehmen, weil seine Frau nicht mehr länger ohne ihre Tochter leben könne. Er argumentiert außerdem, dass Helen bereits viel bessere Manieren hätte.
Bei einem gemeinsamen Essen im Haus der Familie Keller bekommt Helen einen Wutanfall, bei dem sie das Wasser aus einem Krug verschüttet. Anne geht mit ihr zu einer Wasserpumpe im Garten, um Helen beizubringen, dass sie den Krug selbst wieder auffüllen muss. Als sie spürt, wie das Wasser über ihre Hände strömt und die Lehrerin ihr das Wort „Wasser“ in die Hand buchstabiert, lässt sie plötzlich den Krug fallen und versucht, das Wort auszusprechen. Anne ist begeistert und buchstabiert ihr das Wort noch mehrere Male. Danach laufen beide aufgeregt durch den Garten. Helen greift nach allen Dingen, die sie greifen kann, die ihr die Lehrerin sofort buchstabiert.

## Kritiken
Christopher Null schrieb auf filmcritic.com, wahres Wunder sei die Besetzung der Rolle von Helen Keller mit Hallie Kate Eisenberg, einem Werbekind von Pepsi. Die Neuverfilmung sei nicht so schlecht, wie man es denken könne. Die Darstellung von David Strathairn könne man vergessen, aber jene von Lucas Black sei das Beste im Film. Es sei ein typischer Disney-Film für einen Sonntagnachmittag.

## Auszeichnungen
Hallie Kate Eisenberg wurde im Jahr 2001 für den Young Artist Award nominiert. Der Film erhielt 2001 den Family Television Award und wurde für den Tonschnitt für den Golden Reel Award nominiert.

## Hintergründe
Der Film wurde in Mississauga (Ontario) gedreht. Seine Erstausstrahlung fand in den USA am 12. November 2000 statt.